# Ibros
Ibros – gmina w Hiszpanii, w prowincji Jaén, w Andaluzji, o powierzchni 55,74 km². W 2011 roku gmina liczyła 3059 mieszkańców.